# Яковська (Сафоновський район)
Яковська (рос. Яковская) — присілок Сафоновського району Смоленської області Росії. Входить до складу Василівського сільського поселення.
Населення — 46 осіб (2007 рік). 